# Léo-Ernest Ouimet
Léo-Ernest Ouimet (ur. 1877, zm. 1972) – kanadyjski reżyser i producent filmowy, pionier kina. Pierwszy organizator pokazów filmowych i producent filmowy w Quebecu. W 1906 r. założył pierwsze kino w Montrealu – Ouimetoscop. Inicjator pierwszej kanadyjskiej wymiany filmowej (dokonała się między oddziałami w Toronto, a Saint John).

## Życiorys
Przed rozpoczęciem kariery w przemyśle filmowym pracował jako elektryk teatralny. Po tym jak założone przez niego w styczniu 1906 r. kino odniosło duży sukces, jesienią tego samego roku podjął się produkcji i dystrybucji filmowej. Produkował głównie aktualności związane z lokalnymi wydarzeniami. Były one bardzo popularne, m.in. ze względu na efekt autentyczności, uzyskany dzięki kręceniu ich na miejscu wydarzeń. Z czasem jego działalność objęła całą Kanadę. Pewnym utrudnieniem w działalności był fakt, że mający duże wpływy w Quebecu Kościół katolicki starał się przeciwdziałać popularności kina. W 1912 r. Ouimet zyskał na mocy wyroku kanadyjskiego Sądu Najwyższego możliwość wyświetlania filmów w niedzielne poranki, co było wcześniej w Quebecu zabronione. W 1918 roku Ouimet wyprodukował trzy filmy, stanowiące połączenie kina dokumentalnego i fikcji: Le Feu qui brûle, Sauvons nos bébés oraz L’Appel de la liberté.

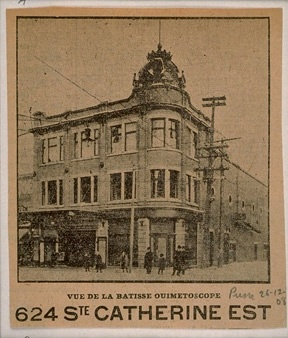
Budynek Ouimetoscopu w 1908 roku

W 1920 r. Ouimet zdecydował się na wyjazd do Hollywood, gdzie planował zająć się produkcją pełnometrażowych filmów fabularnych. To przedsięwzięcie nie powiodło się, więc w 1930 r. wrócił do Kanady i przez 4 następne lata pracował jako dystrybutor i organizator pokazów filmowych. Później zakończył karierę w przemyśle filmowym i pracował jako kierownik sklepu monopolowego. Zmarł w 1972.